# Jandro (mag)
Alejandro López García, més conegut com a Jandro (València, 1 d'abril de 1977) és un mag, actor, presentador de televisió, guionista, humorista i escriptor valencià.

## Biografia
Malgrat haver estudiat telecomunicacions, acabà dedicant-se a la màgia, convertint-se en un especialista en màgia còmica, amb un humor molt característic i inimitable, expert en crear un tipus de màgia no convencional. Així, va aconseguir el títol de "Campió d'Espanya de Màgia Còmica". Va pertànyer a la patrulla màgica de Nada x Aquí de Cuatro, pel qual van rebre el Premi Zapping a la Qualitat en Televisió. El 2005 va fer el seu debut com a guionista al programa de televisió Buenafuente, acabant en 2006.
El 2006 va estar com a col·laborador en "No somos nadie" de M80 Radio al costat de Pablo Motos. Des de 2005, participa com a col·laborador, director i guionista al programa de televisió d'Antena 3 El Hormiguero amb nombroses seccions com "La Magia", "Cámaras ocultas con niños", "Retos Imposibles", "Juegos Interactivos", "Tocar el piano con los pies" i altres.
El 2012 va fer el seu debut com a actor amb un petit cameo com un cambrer en Dónde están las chicas. Des del 2013 ha realitzat diverses gires per l'Estat espanyol amb un xou de màgia còmica i bogeries, que també transmet a la seva pàgina web oficial Jandro.TV.
El 2013 va presentar el programa televisiu d'Antena 3, Camera Kids. Les seves càmeres ocultes compten amb milions de seguidors a tot el món, havent-se emès en multitud de països. En 2016 presenta juntament amb el presentador Manuel Fuentes al programa televisiu 1, 2, 3... Hipnotízame. Des de l'any 2019 treballa a El Hormiguero i de gira per teatres amb el seu macro espectacle de màgia i humor "Descabellado".
El juliol d'aquell any va fer història als Estats Units, amb la seva participació en el programa "Fool Us", un xou de màgia retransmès des de Las Vegas on hi van mags de tot el món per demostrar qui és el millor. Al programa s'intenta compartir un truc amb Penn i Teller, un duo màgic amb solera als Estats Units, i Jandro va acudir-hi amb un xou que començava a Madrid en col·laboració de Juan Tamariz, i va acabar al plató, amb un joc de Lego i una carta que cal endevinar. El repte es troba en el fet que els presentadors han de trigar el màxim possible en descobrir el truc, i Jandro va aconseguir així el rècord de velocitat del programa sense que els presentadors aconseguissin resoldre-ho.